# Rincón Mariano
Rincón Mariano är en ort i Mexiko.   Den ligger i kommunen Zentla och delstaten Veracruz, i den sydöstra delen av landet, 260 km öster om huvudstaden Mexico City. Rincón Mariano ligger 406 meter över havet och antalet invånare är 363.
Terrängen runt Rincón Mariano är platt åt sydost, men åt nordväst är den kuperad. Terrängen runt Rincón Mariano sluttar brant österut. Runt Rincón Mariano är det ganska tätbefolkat, med 78 invånare per kvadratkilometer. Närmaste större samhälle är Paso del Macho, 11,7 km sydväst om Rincón Mariano. I omgivningarna runt Rincón Mariano växer huvudsakligen savannskog.